# Mondragón Cooperative Corporation

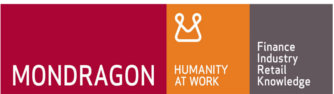
Engelstalige variant van het logo.

Mondragón Cooperative Corporation is een overkoepelend orgaan van coöperaties in het Baskisch dorpje Arrasate.

## Geschiedenis
In 1943 sticht een lokale priester, José Maria Arizmendiarietta, in het Baskisch dorpje Arrasate (beter bekend als Mondragón) een kleine dorpsschool om arbeiderszonen en -dochters te voorzien van een combinatie van technische, 'spirituele' en sociale scholing. In 1956 stichten vijf studenten van deze school de eerste coöperatieve fabriek: ULGOR. Een jaar later wordt reeds een tweede fabriek opgericht en in 1959 de 'Caja Laboral Popular'. Deze bank speelde in de latere geschiedenis van de coöperatie een belangrijke rol als 'centrum' van een heel netwerk van coöperatieven. In 1991 werd MCC opgericht als een overkoepelend orgaan voor het hele netwerk van coöperatieven.

## Structuur
Alle coöperatieven van het netwerk zijn gesticht onder een systeem van 'economische democratie'. Het management wordt elk jaar gekozen door een 'algemene vergadering' met delegaties van elke tak van de federatie, die democratisch aangeduid is door de arbeiders van de verschillende, aparte coöperatieven. In deze 'algemene vergadering' wordt niet enkel het management gekozen, maar wordt ook gestemd over een algemeen bindend strategisch plan voor de federatie. De Coöperatieven zijn gebonden aan dit plan maar hebben wel de mogelijkheid om op elk moment uit de federatie te stappen. Naast de bank bestaat de federatie ook nog uit een universiteit, een systeem van sociale zekerheid, een voedingswarendistributeur en veel meer.

## Recente ontwikkelingen
Een onderzoek, en bijhorend boek van Sharryn Kasmir heeft aangetoond dat het Mondragón-experiment een aantal zeer lovenswaardige resultaten bereikt heeft. Zo slaagt de federatie erin om de werkloosheid laag en zo de lokale economie levendig en stabiel te houden. Zo kunnen de arbeiders van een fabriek in moeilijke perioden zelf kiezen hoe ze het bedrijf erdoor willen helpen. Hieruit blijkt dat ze meestal voor inkomensmatiging kiezen boven ontslagen. Desnoods proberen ze werknemers over te plaatsen naar andere takken van de federatie.

De federatie combineert ook een meer 'egalitaire' manier van beloning met een grotere effectieve controle en invloed in de strategie van het bedrijf.

Doordat de 'Caja Laboral Popular' een zogenaamde 'entrepreneurial division' (deze divisie doet onderzoek naar de efficiëntie van de takken, zoekt oplossingen voor problemen, ondersteunt en helpt met nieuwe initiatieven enz.) heeft opgericht, slaagt de federatie erin om te blijven uitbreiden, innoveren en nieuwe initiatieven te stimuleren.

Maar dit boek (the myth of Mondragon) toont ook aan dat de federatie er niet in geslaagd is om de arbeiders een gevoel van medebeheer mee te geven. De identificering met het bedrijf ligt zelfs, hetzij helemaal niet veel, iets lager dan bij een normaal privaat bedrijf. De coöperatieven zijn er met andere woorden niet in geslaagd om het gevoel van 'vervreemding' te verminderen. 
Ook is de laatste tijd meer en meer kritiek te horen van de aparte takken op de overkoepelende federatie (MCC). Zo zou de kloof tussen management en arbeiders te groot zijn. Ook is het bedrijf begonnen met het oprichten van takken in derdewereldlanden waar de arbeiders niet dezelfde rechten zouden krijgen als de Spaanse arbeiders, wat duidelijk niet te combineren valt met de basisfilosofie van de 'workplace democracy'.